# Mabuya montserratae
Mabuya montserratae (монтсерратська мабуя) — вид сцинкоподібних ящірок родини сцинкових (Scincidae). Ендемік Монтсеррату.

## Поширення і екологія
Монтсерратські мабуї є ендеміками острова Монтсеррат в групі Малих Антильських островів. Вони живуть у вологих тропічних лісах.

## Збереження
МСОП класифікує цей вид як такий, що перебуває на межі зникнення, хоча, можливо, цей вид вже вимер внаслідок хижацтва з боку інвазивних мангустів і щурів та вивержень вулканів.